# Córrego Coqueiros
O Córrego Coqueiros é um córrego brasileiro que nasce na região norte do município de Volta Redonda, e deságua no rio Paraíba do Sul.